# Поклад, Игорь Дмитриевич
Игорь Дмитриевич По́клад (укр. Ігор Дмитрович Поклад; 10 декабря 1941, Фрунзе, Киргизская ССР, СССР — 9 июля 2025, Ворзель, Киевская область, Украина) — советский и украинский композитор. Герой Украины (2021), народный артист Украины (1997), лауреат Шевченковской премии (1986), Национальная легенда Украины (2024). Член НСКУ.

## Биография

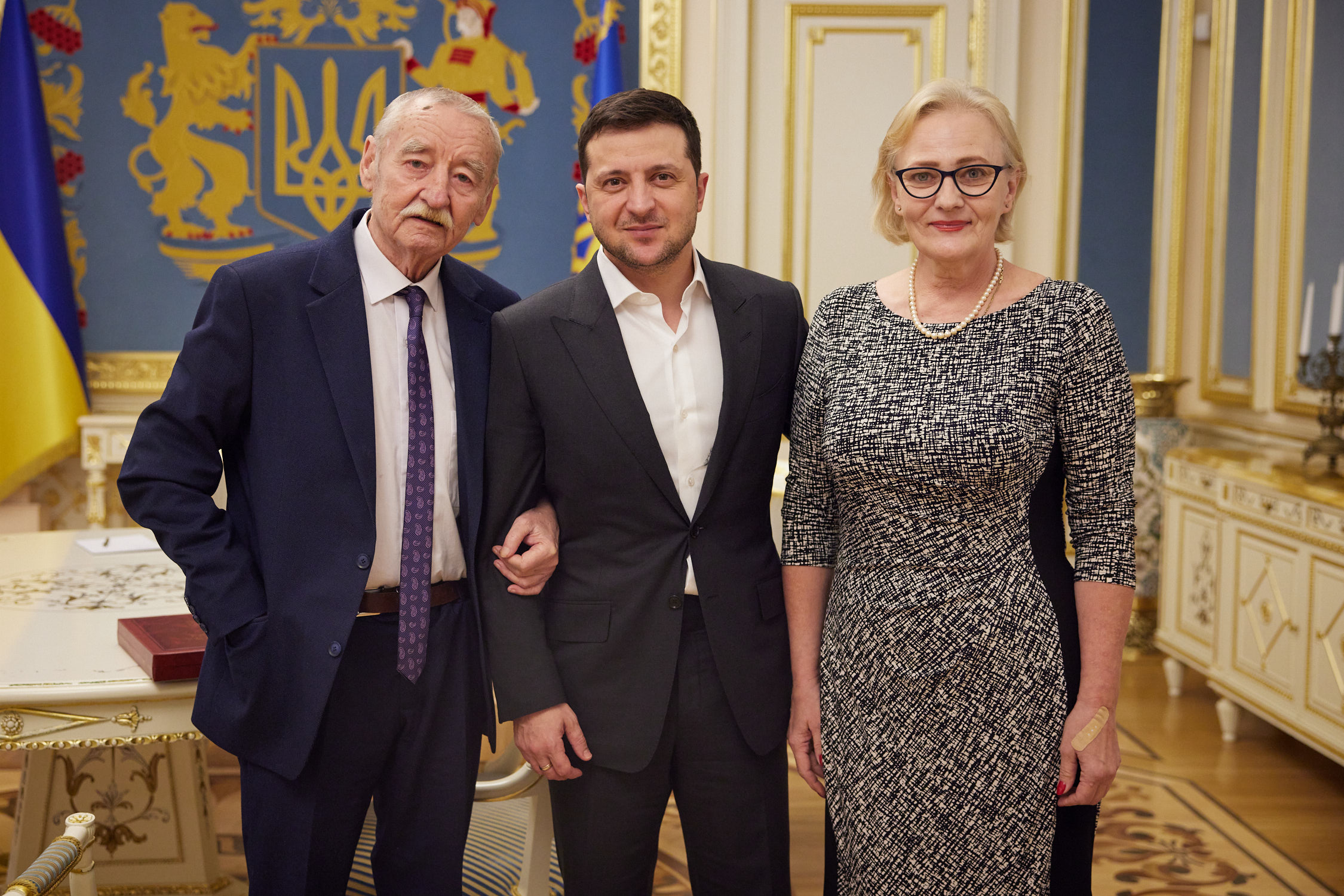
Во время вручения звания Герой Украины с супругой Светланой и президентом Владимиром Зеленским

Родился 10 декабря 1941 года в городе Фрунзе (ныне — Бишкек, Кыргызстан). После окончания Великой Отечественной войны семья вернулась в УССР, где в 1957 году в Тернополе Игорь окончил среднюю школу № 4 и семилетнюю музыкальную школу по классу фортепиано. В том же 1957 году началась учёба на историко-теоретическом отделении Киевского музыкального училища имени Р. М. Глиэра. После окончания третьего курса поступил на композиторский факультет КГК имени П. И. Чайковского в класс композиции профессора А. Я. Штогаренко и в 1967 году окончил её.
В 1966—1968 годах — художественный руководитель ансамбля «Мрія» в Киеве. С 1970-х — на творческой работе, писал преимущественно музыку для театра и кино. В 2014 году перенёс несколько сложных операций. В 2022 году пережил обстрелы Ворзеля российскими войсками, был эвакуирован в числе других жителей посёлка. Эвакуацию организовал проживающий в Украине гражданин Казахстана Константин Гудаускас.
Умер в возрасте 83 лет в Ворзеле 9 июля 2025 года. Похоронен в Киеве на Берковецком кладбище.

## Произведения
сценические произведения
- музыкальная комедия «Вторая свадьба в Малиновке» (Киев, 1974)
- мюзиклы «Конотопская ведьма» (либретто Жолдака, 1982)
- «Сердце моё с тобой» (либретто Д. Шевцова, 1983)
- «Рождественская ночь» (по Н. В. Гоголю, 1987)
- «Засватанная — не венчаная», (по И. Карпенко-Карому)
- «Чмырь» (по М. Кропивницкому)

для симфонического оркестра
- Скерцо (1962),
- Симфония (1970);

для струнного оркестра
- Вариации на тему украинской народной песни «Не співайте, півні» (1963);

 для хора
- Сюита (сл. А. Суркова, 1969),

песни (более 150) на слова Ю. Е. Рыбчинского, Б. И. Олейника, И. И. Бараха, М. Н. Ткача, В. В. Герасимова и других.

## Фильмография
музыка к мультфильмам
- 1973 — Как казаки невест выручали
- 1979 — Как казаки мушкетёрам помогали
- 1980 — Парасолька в цирке
- 1980 — Солнышонок, Андрейка и темнота
- 1981 — Семейный марафон
- 1984 — Как казаки на свадьбе гуляли
- 1991 — Энеида
- 1995 — Как казаки в хоккей играли
- 2000 — Зерно

музыка к фильмам
- 1971 — Где вы, рыцари?
- 1973 — Когда человек улыбнулся
- 1977 — Весь мир в глазах твоих…
- 1980 — Дударики
- 1981 — Последний гейм
- 1982 — Звёздная командировка
- 1988 — Работа над ошибками
- 1990 — Балаган; Войди в каждый дом; Тёплая мозаика ретро и чуть-чуть
- 1991 — Два шага до тишины
- 1991 — Снайпер
- 1993 — Обет
- 1994 — Притча про светлицу
- 1995 — Москаль-чарівник (Москаль-чародей)
- 2001 — Чёрная рада

## Награды и премии

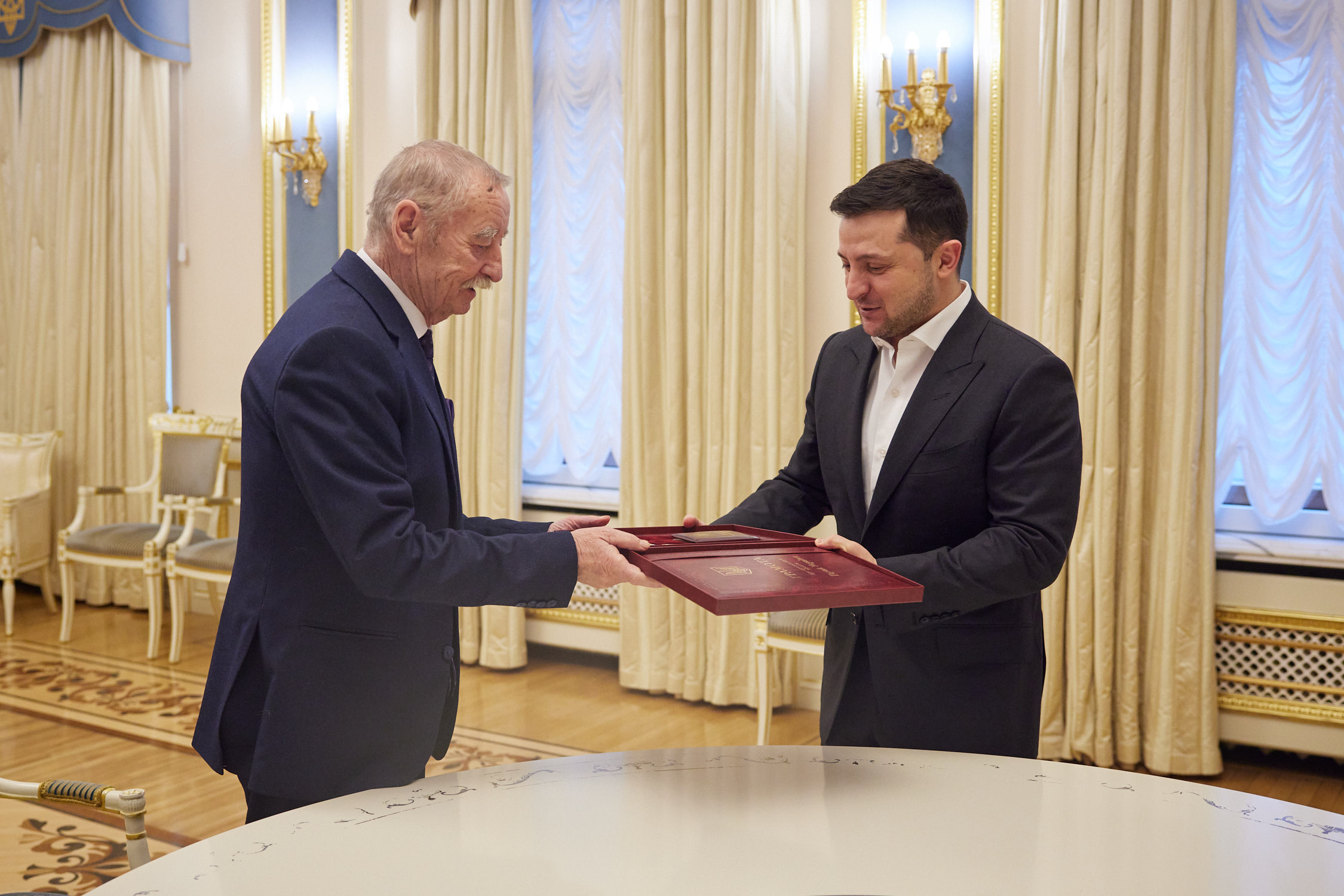
Вручение звания Герой Украины

- Национальная легенда Украины (21 августа 2024 года) — за выдающиеся личные заслуги в становлении независимой Украины и укреплении её государственности, защите Отечества и служении украинскому народу, весомый вклад в развитие национального искусства, спорта, здравоохранения, плодотворную благотворительную и общественную деятельность[2].
- Герой Украины с вручением ордена Державы (9 декабря 2021 года) — за выдающиеся личные заслуги в развитии национального музыкального искусства, высокое профессиональное мастерство и многолетнюю плодотворную творческую деятельность[10].
- Орден князя Ярослава Мудрого V степени (21 января 2017 года) — за значительный личный вклад в государственное строительство, социально-экономическое, научно-техническое, культурно-образовательное развитие Украинского государства, дело консолидации украинского общества, многолетний добросовестный труд[11]
- Орден «За заслуги» II степени (10 декабря 2011 года) — за значительный личный вклад в развитие отечественного музыкального искусства, многолетнюю плодотворную творческую деятельность и высокое профессиональное мастерство[12]
- Орден «За заслуги» III степени[3]
- Народный артист Украины (22 октября 1997 года) — за весомый личный вклад в развитие национальной культуры и искусства, высокий профессионализм[13]
- Заслуженный деятель искусств Украинской ССР (1989)
- Государственная премия Украинской ССР имени Т. Г. Шевченко (1986) — за музыку к документальным кинофильмам «Командармы индустрии», «Главенствующий корпус», «Стратеги науки»
- Диплом Республиканского кинофестиваля за фильм «Весь мир в глазах твоих» — на Республиканском кинофестивале в Кременчуге (1978)[14]
- Премия имени В. И. Вернадского[3]
- Премия имени Д. Е. Луценко[3]